# S.S.D. Vigontina Calcio
SSD Vigontina Calcio là một câu lạc bộ bóng đá Ý đến từ Vigonza, Veneto.

## Lịch sử
Đội được thành lập năm 1995 với tên Union Vigontina, sau khi sáp nhập giữa AS Pionca và US Busa. Trong mùa giải 2004-2005, được chơi ở Serie D. Năm 2006, nó đổi tên thành SSD Vigontina Calcio.
Ngày 17 tháng 6 năm 2016 Câu lạc bộ bóng đá Luparense San Paolo đổi tên trong Câu lạc bộ bóng đá Vigontina San Paolo di chuyển ở Vigonza, tạo thành đội bóng chính của thành phố. SSD Vigontina Calcio nó được tích hợp trong nhóm mới.

## Màu sắc và huy hiệu
Màu sắc của nó là xanh, đỏ và trắng.